# هالستورم
هالستورم (بالإنجليزية: Halestorm)‏ هي فرقة روك أمريكية تأسست في 1997.

## وصلات خارجية
- هالستورم على موقع ميوزك برينز (الإنجليزية)
- هالستورم على موقع أول ميوزيك (الإنجليزية)
- هالستورم على موقع ديسكوغز (الإنجليزية)